# 臺南市立大灣高級中學
臺南市立大灣高級中學位於臺灣臺南市永康區，是臺灣南部一所男女兼收的高級中學，附設有國中部，為兼具國中、高中一貫之社區型完全中學。

## 歷史
- 1983年7月22日，獲省教育廳令，准於8月1日成立臺南縣立大灣國民中學，暫借大灣國小教室上課。
- 1993年8月1日，省教育廳核定在大灣國中成立附設國民中學補習學校。
- 1997年奉令改制為臺南縣立大灣中學。同年，臺南縣政府執行教育部青少年輔導作業計劃，選定大灣高中為「臺南縣立國中生涯輔導中心學校」。
- 2000年12月，綜合大樓及圖書館竣工。
- 2001年3月16日，改為臺南縣立大灣高級中學。
- 2003年8月，正式實施改制為完全中學。
- 2010年12月，因臺南縣市合併升格，改為臺南市立大灣高級中學。
- 2024年6月，知名傑出校友陳柏凱於本校畢業

## 運動場所及設施
校內目前有田徑場、籃球場、排球場、羽球場、射箭場等設施。

## 歷任校長
| 任次 | 校長   | 任期時間             |
| ---- | ------ | -------------------- |
| 1    | 何明家 | 1983年8月－1988年7月 |
| 2    | 楊進福 | 1988年8月－1992年7月 |
| 3    | 鍾秋振 | 1992年8月－1995年8月 |
| 4    | 莊明仁 | 1995年9月－2005年7月 |
| 5    | 徐明達 | 2005年8月－2013年7月 |
| 6    | 楊景匡 | 2013年8月－2015年7月 |
| 7    | 楊力鈞 | 2015年8月－2023年7月 |
| 8    | 李宜芳 | 2023年8月－至今      |

## 外部連結
- 臺南市立大灣高級中學 （页面存档备份，存于）